# Allmen und das Geheimnis des Koi
Allmen und das Geheimnis des Koi ist ein deutscher Fernsehfilm aus dem Jahr 2023 mit Heino Ferch, Samuel Finzi und Andrea Osvárt, der unter der Regie von Sinje Köhler entstand. Dies ist der fünfte Film der Reihe Allmen. Das Drehbuch von Martin Rauhaus basiert auf einer Vorlage von Martin Suter.

## Handlung
Johann Friedrich von Allmen wird von seiner Freundin Jojo Hirth zu einem Urlaub auf Teneriffa eingeladen, begleitet wird Allmen von seinem Butler Carlos.
Dort bringt ihn ein alter Freund in eine missliche Lage. Der Musikproduzent Freddie Turnbill hat Spielschulden bei dem Filmproduzenten Steve Garrett mit Schuldscheinen über 300.000 Schweizer Franken von Allmen beglichen. Garrett fordert nun von Allmen, nach dessen 1,5 Millionen teurem japanischem Koi „Boy“ zu suchen, der aus Garretts Gartenaquarium verschwunden ist. Dabei hat nicht nur Garrett Interesse an dem Zierfisch, sondern auch seine Freundin, Koi-Expertin und Verfasserin des Buches Miracle of the Koi, Dr. Akina de la Vega. Außerdem erpresst Garrett Allmen damit, dass der aus Guatemala stammende Carlos keine Papiere hat und er ihn auffliegen lassen könnte.
Auf einer Party lernt Allmen Helen Lifehouse sowie den Italiener Vittorio Giunninazzi kennen, der an Akina de la Vega Interesse zeigt. Allmen verdächtigt zunächst Giunninazzi, den Koi gestohlen zu haben. Allmen beobachtet dessen Bodyguard Fernando beim Kauf eines Pulvers, das der gestohlene Koi benötigt. Jojo sollte von Johanns Ermittlungen eigentlich nichts mitbekommen, nachdem er ihr versprochen hatte, keinen Auftrag im gemeinsamen Urlaub anzunehmen. Allerdings findet sie bald von seiner Suche nach dem Koi heraus und unterstützt ihn dabei.
Bald darauf findet Allmen Freddie Turnbill ermordet auf, Allmen selbst wird bewusstlos geschlagen. Die Polizei findet die Tatwaffe in Johanns Hand. Yuma, der Koi-Pfleger von Garrett, wird ebenfalls tot aufgefunden. Carlos wird ebenfalls niedergeschlagen und ins Krankenhaus gebracht. Er behauptet, zuvor den Koi „Boy“ in Giunninazzis Becken gesehen zu haben. Johann gesteht Jojo, mit einem Kussfoto von Akina und ihm, erpresst worden zu sein, während Jojo Akina verdächtigt, hinter dem Diebstahl zu stecken.
Jojo vermutet, dass der Mörder erpresst wurde und Freddie für den Erpresser hielt. Bajrush, der Fahrer von Garrett hatte Spielschulden bei Giunninazzi und ist der Bruder von Akina. Er wollte mit Fotos den Dieb des Kois erpressen und fotografierte dabei den Mord an Yuma. Schließlich wird Jojo von Vale, einem Geschäftspartner von Freddie Turnbill, mit der Waffe bedroht. Er nimmt sie als Geisel und gesteht, Yuma und Freddie ermordet zu haben. Nach einem Schusswechsel zwischen Garrett und Vale kann letzterer überwältigt und gefesselt werden. Koi „Boy“ taucht wieder im Becken von Garrett auf, nachdem Vales Auftraggeber abgesprungen war.

## Produktion und Hintergrund
Die Dreharbeiten fanden an 21 Drehtagen vom 28. Februar bis zum 29. März 2023 auf Teneriffa statt.
Produziert wurde der Film im Auftrag der ARD Degeto Film für die ARD von der UFA Fiction (Produzentin Sinah Swyter), die Serviceproduktion auf Teneriffa übernahm SunnySideUp.
Die Kamera führte Frank Küpper, die Musik schrieben Fabian Römer und Matthias Hillebrand-Gonzalez, die Montage verantwortete David Kuruc und das Casting Nina Haun und Luci Lenox. Den Ton gestaltete Christian Späth, das Szenenbild Thomas Franz, das Kostümbild Petra Kilian und die Maske Elke Lebender. Während die ersten vier Filme der Reihe von Thomas Berger inszeniert wurden, übernahm bei dieser Folge Sinje Köhler die Regie.

## Veröffentlichung
Premiere war am 14. September 2023 am Internationalen Filmfest Oldenburg.
In der ARD Mediathek wurde der Film am 22. August 2024 veröffentlicht, im Ersten und im ORF wurde dieser am 24. August 2024 erstmals ausgestrahlt.

## Rezeption

### Kritiken
Thomas Gehringer vergab auf tittelbach.tv vier von sechs Sternen. Der Film unterhalte erneut mit der besonderen, überkandidelten wie altmodischen Mischung aus Genuss und Geist, Humor und Spannung. Letztere stelle sich nur in Maßen ein, dafür sei die Produktion ein perfekt zur sommerlichen Urlaubsstimmung passendes Vergnügen.
TV Spielfilm bezeichnete die Produktion als „unterhaltsames Tauziehen mit schrulligen Figuren“, das durch edle Urlaubsbilder und eine grandiose Michaela Rosen besteche.
Elisa Eberle befand auf Prisma.de, dass es abermals weniger die Geschichte selbst als vielmehr die kunstvoll entrückte Machart der Erzählung sei, die das Publikum bei der Stange halte. Inspiriert von der kargen Landschaft Teneriffas bediene sich Regisseurin Sinje Köhler des ein oder anderen Zitats aus dem Western-Genre. Heino Ferch und Samuel Finzi harmonierten wie gewohnt.
Oliver Armknecht bewertete den Film auf film-rezensionen.de mit sechs von zehn Punkten. Die Krimikomödie sei ganz nett, profitiere von einem spielfreudigen Ensemble und schönen Bildern von Teneriffa. Der Inhalt sei weniger erwähnenswert.
Tilmann P. Gangloff schrieb auf evangelisch.de, dass Kameramann Frank Küpper dafür gesorgt habe, dass die Bilder der Kanareninsel ähnlich erlesen seien wie die Dialoge. Treffend ausgewählt sei auch die Besetzung, ganz ausgezeichnet sei erneut die Musik von Fabian Römer.

### Einschaltquote
Die Erstausstrahlung am 24. August 2024 im Ersten wurde in Deutschland von 3,06 Millionen Zuschauern verfolgt, was einem Marktanteil von 16,3 Prozent entsprach.